# Il giardino di Montaigne
Il giardino di Montaigne è stato scritto tra il 1965 e il 1973 da Pier Angelo Soldini ed è l'ultimo capitolo della trilogia dei romanzi-diario Il cavallo di Caligola e La forma della foglia.

Il romanzo rappresenta una critica principalmente rivolta al movimento fascista in Italia durante la guerra, giudicato con chiarezza e semplicità attraverso alcuni scorci di vita quotidiana. 
Questo libro fa riflettere molto sulla situazione nel suo passato, dove la guerra (in cui lui aveva partecipato in Spagna come corrispondente nel 1936), il fascismo, il  nazismo, portavano giovani a morire crudelmente sul campo di battaglia, con l’intento di “difendere la dignità umana”.
Le principali tematiche sono la cronaca, la quotidianità, gli elementi principali e caratteristici proprio del diario, in cui egli descrive minuziosamente il paesaggio circostante e le situazioni vissute giorno per giorno con termini molto elaborati tipici dei romanzi, e i ricordi, le memorie che ha nei confronti del suo paese e dei momenti passati spesso interrotti da una strana sensazione che grava nella mente del lettore mentre immagina quello che legge. 
Così cronaca e memoria s'intrecciano per far provare al lettore le sensazioni che provava Soldini in quei momenti di storia paesana.